# 하코네 등산 철도

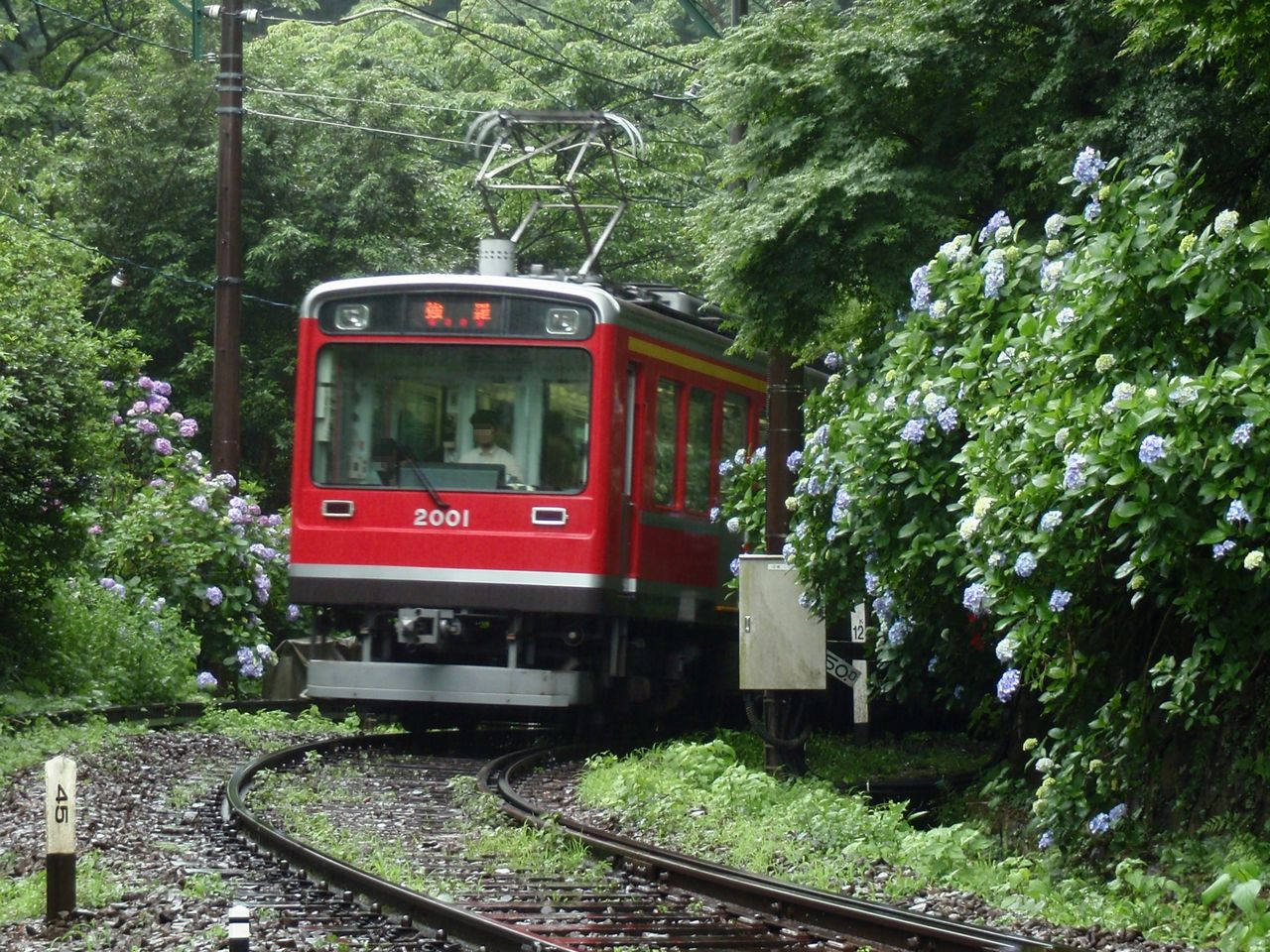
하코네 등산 철도 철도선 열차

하코네 등산 철도(箱根登山鐵道, Hakone Tozan Railway)는 일본의 가나가와현 오다와라시 및 하코네정을 중심으로 철도 노선 등을 보유하는 민간 기업이다. 2004년에 오다큐 전철의 지주회사 인 오다큐 하코네 홀딩스 아래 사업 회사로서 설립되었다. 지금은 주식은 비상장이다. 주요 사업으로서는 철도 업 (철도선), 강삭철도 업 (하코네 케이블카), 부동산 임대업, 온천 공급업, 고라 공원 운영, 광고업이 있다.

오다큐 하코네 홀딩스의 전신인 구 하코네 등산 철도 주식회사는 오다와라 마차 철도로서 1888년에 마차철도를 개통했으며 1900년에는 지금은 이미 존재하지 않은 그 궤도선을 전철화했으며 노면전차로 이루어졌다. 전후해서 상호를 오다와라 전기철도 로, 1935년에는 하코네 등산 철도로 개칭하였다. 2002년에 소위 분사화로 버스 사업에서 손 떼었으며 2003년에는 오다큐 전철의 완전 자회사가 되었다.

## 같이 보기
- 하코네 등산 철도 철도선
- 하코네 등산 철도 강삭선